# Spring Valley (hrabstwo Lake)
Spring Valley – jednostka osadnicza w Stanach Zjednoczonych, w stanie Kalifornia, w hrabstwie Lake.